# Bistum Guarulhos
Das Bistum Guarulhos (lateinisch Dioecesis Guaruliensis, portugiesisch Diocese de Guarulhos) ist eine in Brasilien gelegene römisch-katholische Diözese mit Sitz in Guarulhos im Bundesstaat São Paulo.

## Geschichte
Das Bistum Guarulhos wurde am 30. Januar 1981 durch Papst Johannes Paul II. mit der Apostolischen Konstitution Plane intellegitur aus Gebietsabtretungen des Bistums Mogi das Cruzes errichtet und dem Erzbistum São Paulo als Suffraganbistum unterstellt.

## Bischöfe von Guarulhos
- João Bergese, 1981–1991, dann Erzbischof von Pouso Alegre
- Luiz Gonzaga Bergonzini, 1991–2011
- Joaquim Justino Carreira, 2011–2013
- Edmilson Amador Caetano OCist, seit 2014